# 塔斯馬尼亞血怪
《塔斯馬尼亞血怪》是一部2013年美國和加拿大拍攝的驚悚恐怖片。

## 劇情概要
傑尼和一群愛好跳傘的朋友搭乘直升機，非法前往塔斯馬尼亞國家公園的一處禁區跳傘，一行人之一的史東跳傘時負傷，流出的血意外喚醒傳說中的塔斯馬尼亞血怪（英語：Tasmanian Devil，一種被稱為塔斯馬尼亞惡魔的有袋食肉動物，正式名稱是塔斯馬尼亞袋獾，和本片中的塔斯馬尼亞血怪同名），史東被血怪殺死，國家公園管理員亞莉克和同事前往逮捕非法進入禁區的傑尼一行人，也遭遇血怪的襲擊，失去兩名同事的亞莉克和傑尼一行人合作，試圖逃離血怪的襲擊並反擊，一連串驚險的劇情就此展開。

## 人物角色
| 演員             | 角色             | 簡介                                                               |
| 丹妮卡·麥凱勒    | 亞莉克 Alex      | 國家公園管理員，管理員中唯一存活，和傑尼攜手擊敗塔斯馬尼亞血怪。   |
| 肯尼斯·米切爾    | 傑尼 Jayne       | 跳傘一行人之一，一行人中唯一存活，和亞莉克攜手擊敗塔斯馬尼亞血怪。 |
| 麥克·達帕        | 安德森 Anderson  | 跳傘一行人之一。                                                   |
| 羅傑·克羅斯      | 賽門 Simon       | 跳傘一行人之一。                                                   |
| 泰瑞·陳          | 華許 Walsh       | 跳傘一行人之一，，職業是紐約市警察。                               |
| 瑞卡·沙爾馬      | 莉絲朋 Lisbon    | 跳傘一行人之一，華許的女朋友，職業是醫生。                         |
| 阿波羅·奧諾      | 史東 Stone       | 跳傘一行人之一。                                                   |
| 約瑟·艾倫·蘇瑟蘭 | 丹斯 Danz        | 國家公園管理員。                                                   |
| 斯科特·麥尼爾    | 惠特菲 Whitfield | 國家公園管理員。                                                   |
| 茱麗亞·莎拉·史東 | 少女 Kid         | 遊客。                                                             |

## 外部連結
- 官方网站
- 互联网电影数据库（IMDb）上《塔斯馬尼亞血怪》的资料（英文）